# Монеты Андрагора

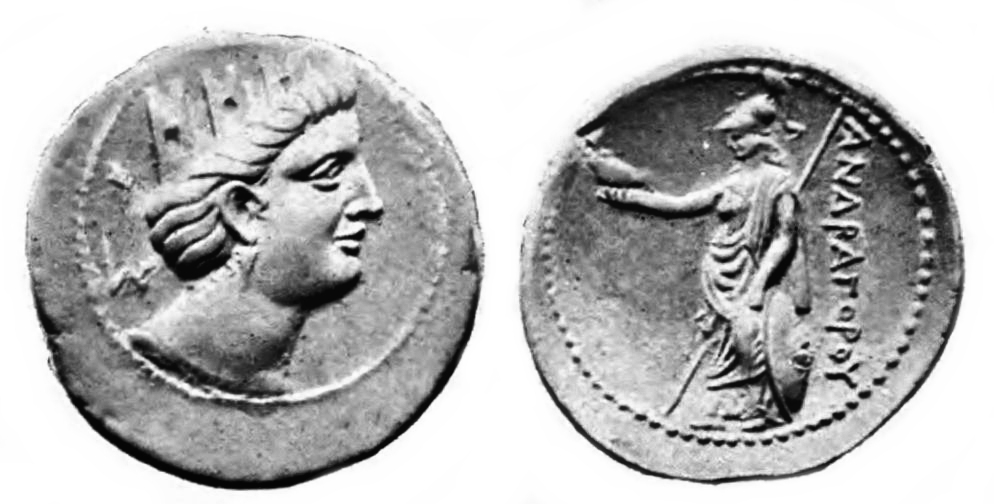
Серебряная тетрадрахма Андрагора. Один из двух известных типов чеканки

Моне́ты Андраго́ра — эллинистические золотые статеры и серебряные тетрадрахмы с именем Андрагора, относящиеся к Амударьинскому кладу («Сокровище Окса») и к крупнейшему кладу монет Мир Заках II. Согласно мнению большинства исследователей, монеты были отчеканены одним из селевкидских сатрапов Парфии, почувствовавшим себя достаточно независимым для выпуска монет со своим именем, возможно, Андрагором, который, согласно Юстину, около середины III века до н. э. отделился от Селевкидского государства, но затем был убит первыми Аршакидами. Согласно другой теории, монеты Андрагора были отчеканены в Бактрии в конце IV века до н. э.

## Описание
В настоящее время известно о четырёх золотых статерах Андрагора из Амударьинского клада («Сокровище Окса»), найденного в 1878—1879 годах у реки Амударьи в городище Тахти-Кувад (территория современного Шаартузского района Республики Таджикистан), и о трёх золотых статерах Андрагора из крупнейшего клада монет Мир Заках II, обнаруженного в 1992 году в афганской деревне Мир Заках в 53 км к северо-востоку от города Гардез (их принадлежность к этому кладу была установлена О. Бопераччи в 1994 году). Кроме того, известны три подлинные тетрадрахмы Андрагора. Все три экземпляра тетрадрахм были в своё время куплены у Чанда Малла, некоего торговца древностями из Равалпинди, через лавку которого прошло большинство артефактов Амударьинского клада.

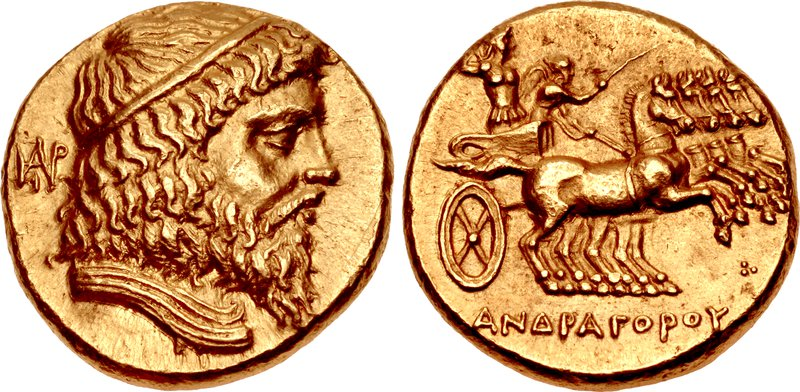
Золотой статер Андрагора

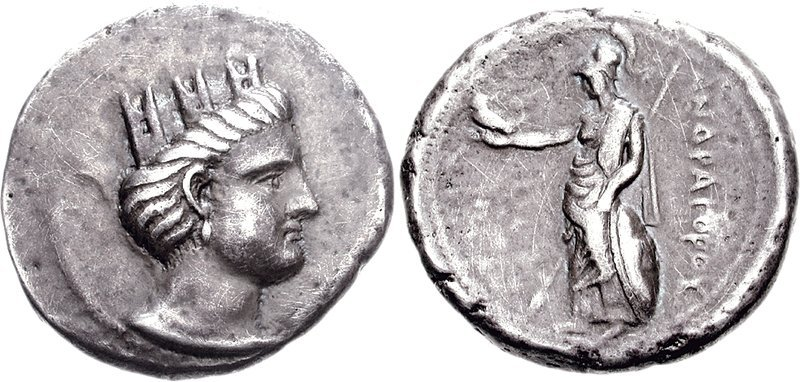
Серебряная тетрадрахма Андрагора. Другой из двух известных типов чеканки

Два статера Андрагора из «Сокровищ Окса» (весом 8,52 и 8,55 г., чекан разными штемпелями) хранятся в Британском музее, один статер (весом 8,45 г.) — в Берлинском музее[уточнить]. Четвёртый статер из «Сокровищ Окса» находился в коллекции А. Каннингема, но в Британский музей не поступил. На лицевой стороне статеров Андрагора изображена голова бородатого мужчины в профиль вправо с лентой на волосах, завязанной на затылке на манер диадем эллинистических правителей, волосы на голове и борода идеально ровно уложены прядями, шея укрыта краем одеяния, лежащим четырьмя изогнутыми складками; слева от головы в поле монеты помещена оригинальная монограмма. На реверсе статера изображена мужская фигура (возможно, бога Ареса) в мускульной кирасе, стоящая на квадриге из рогатых коней в галопе (задние ноги коней стоят на земле, передние — подняты); квадригой управляет крылатая богиня Ника; под квардигой помещена легенда «ΑΝΔΡΑΓΟΡΟΥ» на греческом языке.
Всего известно три тетрадрахмы Андрагора, две из них (весом 16,56 и 16,36 г.) хранятся в Британском музее, третья (весом 16,32 г.) — в Государственном Эрмитаже в Санкт-Петербурге. Одна из монет Британского музея отчеканена тем же штемпелем, что и монета из Эрмитажа. На лицевой стороне тетрадрахм изображён профиль богини Тихи (Тюхе) вправо, увенчанный традиционной короной из крепостных башен (corona muralis); слева от головы в поле монеты помещена оригинальная монограмма, всё изображение заключено в точечный ободок. На оборотной стороне монеты изображена богиня Афина в полный рост влево; богиня одета в хитон и гиматий, на голове — характерный для Афины коринфский шлем с длинным гребнем; на вытянутой вперёд правой руке богини сидит сова, левая рука опущена на стоящий у ноги щит с умбоном-горгонейоном; за фигурой Афины помещено наклонённое длинное копье, визуально делящее круг изображения монеты по диагонали на две почти равные части; слева от богини в поле монеты помещена легенда «ΑΝΔΡΑΓΟΡΟΥ», всё изображение заключено в точечный ободок.

## Место чеканки
Все подлинные монеты Андрагора относятся к Амударьинскому кладу или, по крайней мере, происходят из Равалпинди, где предметы клада были распроданы после его обнаружения, а также к афганскому кладу Мир Заках II. Таким образом, ни одна из монет не была обнаружена на исторической территории Парфии. Дискуссии о месте выпуска монет начались сразу же после выхода их каталога. Уильям Тарн в 1939 году высказывал мнение, что чеканивший эти монеты Андрагор был мелким греческим правителем, управлявшим одной из областей на берегах Окса (Амударьи). Джордж Хилл считал, что монеты Андрагора можно отнести как к Парфии, так и к Северо-Восточной Персии. Вслед за Перси Гарднером и Ульрихом Вилькеном большинство исследователей поддержали теорию о том, что монеты были отчеканены в Парфии неким селевкидским сатрапом Андрагором. Отечественные археологи-востоковеды И. М. Дьяконов и Е. В. 3еймаль в совместной работе 1988 года также пришли к выводу, что «монеты Андрагора следует считать чеканкой доаршакидской Парфии». При этом ими было отмечено, что в настоящее время вряд ли возможно точно определить город, в котором осуществлялся их выпуск. Кроме того, было указано на полное отсутствие преемственности по отношению к чеканке селевкидских монет (сюжеты изображений, манера исполнения, оформление, технические особенности чеканки).
Совершенно оригинальную теорию относительно места и времени выпуска монет Андрагора обосновал современный российский исследователь Парфии А. С. Балахванцев, по мнению которого, эти монеты нельзя признать отчеканенными в Парфии, как минимум, по двум причинам. Во-первых, ни одна из них не была обнаружена на территории собственно Парфии, так как все известные их экземпляры происходят с исторической территории Бактрии (Амударьинский клад) или Арахосии (клад Мир Заках II). Во-вторых, отсутствует какое-либо сходство между монетами Андрагора и монетами последующих парфянских эмиссий Аршака I и Аршака II: Андрагор чеканил статеры и тетрадрахмы, первые Аршакиды — драхмы и дихалки; соотношение осей аверса и реверса у монет Андрагора всегда ↑↓, у монет Аршакидов — ↑↑ ± 15°; разительные отличия между чеканом Андрагора и раннеаршакидскими монетами наблюдаются также в иконографии и манере исполнения.
Согласно теории Балахванцева, местом чеканки монет Андрагора была Бактрия, подтверждением чего является, во-первых, совпадение ориентации осей аверса и реверса монет Андрагора с бактрийскими монетами Селевкидов, во-вторых, монограмма на аверсе статеров Андрагора практически идентична монограмме, присутствующей на афганских монетах последней четверти IV века до н. э., имитирующих афинские дидрахмы стиля В, при этом соотношение осей лицевой и оборотной сторон указанных дидрахм такое же, как у монет Андрагора. В-третьих, тетрадрахмы Андрагора имеют пониженный по сравнению со стандартным вес (от 16,32 до 16,56 г.), что сближает их с бактрийскими тетрадрахмами Селевкидов, которые также отличались более низким весом (около 16,56 г.) по сравнению со стандартными тетрадрахмами других монетных дворов Селевкидов, средний вес которых при Антиохе I и Антиохе II составлял 16,80—17,05 г.. Речь здесь идёт о селевкидских тетрадрахмах с пониженным весом, чеканившихся на монетном дворе в Бактрах, основанном при Антиохе I.
В четвёртых, по мнению Балахванцева, в иконографии аверса тетрадрахм Андрагора бросается в глаза явное кипрское влияние — изображение головы богини, увенчанной короной из крепостных башен (corona muralis), находит довольно близкие аналогии на аверсах монет таких кипрских полисов 2-й половины IV века до н. э., как Пафос и Саламин, что вполне согласуется с ведущей ролью киприотов, которую они играли в политической и культурной жизни Бактрии вскоре после завоевания её Александром «Великим». Здесь стоит заметить, что ещё Дьяконов и 3еймаль отмечали невозможность использовать для датировки тетрадрахм Андрагора иконографическое сопоставление изображённой на них богини в corona muralis с аналогичными изображениями на монетах других эмитентов (правда, они приводили в пример монеты Смирны, Селевкии и Арада и других центров) в связи с отсутствием методов детального типологического анализа. Наконец, в-пятых, монетный тип реверса тетрадрахм Андрагора с изображением Афины в боевом облачении довольно близок к изображению Афины, присутствующему на оборотной стороне одного из бронзовых чеканов первого царя Греко-Бактрийского царства Диодота.
|                                                                                                |  | |
| Голова богини в corona muralis на аверсе тетрадрахмы города Смирна (середина II века до н. э.) |  | Голова богини в corona muralis на аверсе статера Никокреона, царя Саламина в 332—310 годах до н. э. |

## Время чеканки
Продолжающаяся научная полемика вокруг монет Андрагора касается не только места, но и времени их чеканки в соотношении полученных нумизматических данных со сведениями Юстина, который в своём труде упоминает двух наместников Парфии по имени Андрагор — одного из них якобы назначил Александр Македонский, другого сверг основатель династии Аршакидов Аршак I. Сами монеты не содержат данных о времени их выпуска, отсутствуют и прямые указания исторических источников о существовании независимого правителя по имени Андрагор, ко времени которого можно было бы отнести эти монеты, поэтому для их датировки исследователям не оставалось ничего, кроме анализа иконографических аналогий. Русский археолог и нумизмат А. К. Марков (1858—1920) первым выразил обоснованные сомнения в эффективности этого метода. Рассуждая об упоминании двух Андрагоров у Юстина, Марков отмечал, что разница между периодами их гипотетического существования составляет всего несколько десятков лет, за которые художественные особенности чеканки монет в Парфии не могли измениться настолько, чтобы их анализ смог показать, к какому периоду относятся известные монеты Андрагора — к концу IV или середине III века до н. э. При этом, сам Марков приписал золотые статеры Андрагора упомянутому Юстином наместнику Александра Великого, а серебряные тетрадрахмы — селевкидкому сатрапу, поверженному Аршаком I. Неразработанность детальной хронологии в области монетной чеканки Селевкидского государства и эллинистического Востока вообще, которая не позволяет провести результативный иконографический анализ, отмечали также И. М. Дьяконов и Е. В. 3еймаль.
Мнения учёных относительно времени эмиссии Андрагора разделились на две основные группы. Английский археолог и нумизмат Перси Гарднер (1846—1937) первым высказал мнение, что монеты Андрагора принадлежат бывшему селевкидскому сатрапу Парфии (современнику Селевка I или его преемников Антиоха I и Антиоха II), который добился независимости и в ознаменование этого начал чеканить собственные золотые статеры и серебряные тетрадрахмы. Мнение Гарднера поддержал немецкий историк античности Ульрих Вилькен; со временем эта точка зрения приобретала всё большую популярность среди исследователей и в настоящее время занимает доминирующее положение. Дьяконов и 3еймаль в своей работе 1988 года, основываясь на данных Юстина и надписи из Горгана, пришли к выводу, что монеты Андрагора могли быть отчеканены не ранее 247 года до н. э., то есть в самом конце правления или вскоре после смерти Антиоха II Теоса.
Другие исследователи (А. Каннингем, Э. Рэпсон, В. Рос) склонялись к тому, что указанные монеты были отчеканены Андрагором, которого, по утверждению Юстина, сатрапом Парфии назначил сам Александр Македонский. Нашлись и такие, кто вообще отрицал принадлежность монет Андрагора упомянутым Юстином сатрапам Парфии, считая, что их отчеканил какой то другой Андрагор и не обязательно в Парфии (Дж. Хилл, У. Тарн, Н. Дибвойз).
В одном из последних исследований, затрагивающих эту тему, российский востоковед А. С. Балахванцев пришёл к выводу, что имеющиеся данные свидетельствует о невозможности отнесения монет Андрагора к парфянской чеканке 2-й половины III века до н.э. Обосновав теорию о бактрийском происхождении рассматриваемых монет, Балахванцев высказал мнение и о фигуре самого Андрагора, в том числе, о времени его правления в Бактрии. Иконографический анализ показал возможность аналогии сюжета оборотной стороны статеров Андрагора с сюжетом мчащихся колесниц с божеством и богиней Никой, который был особенно распространён в Греции IV — начала III веков до н. э., где широко использовался в ювелирном искусстве, торевтике, вазописи и рельефной керамике. Сама же квадрига со статера Андрагора как иконографически, так и по манере изображения наиболее схожа с квадригой на оборотной стороне статера Вахшувара. Ещё Дьяконов и 3еймаль отмечали разительное сходство изображений оборотных сторон статеров Андрагора и Вахшувара, предположив, что они были изготовлены одним и тем же резчиком. Вслед за другими исследователями (к примеру, Г. А. Кошеленко, В. А. Лившицем), А. С. Балахванцев считает наиболее вероятным отождествление Вахшувара с бактрийцем Оксиартом, которого Александр Македонский назначил сатрапом Парапамисад в последние годы своей жизни. На основании всего этого Балахванцев выдвинул предположение, что монеты Андрагора были отчеканены в Бактрии между смертью царя Александра IV Македонского в 309 году до н.э. и захватом Бактрии Селевком I в 306/305 году до н. э. Сам же Андрагор, по мнению Балахванцева, был одним из претендентов на власть в Бактрии после смерти своего земляка-киприота Стасанора.